# Ma quale idea
"Ma quale idea" is een nummer van de Italiaanse zanger Pino D'Angiò. Het verscheen op zijn debuutalbum ...Balla! uit 1981. Op 12 april 1980 werd het nummer eerst in Italië uitgebracht als de eerste single van het album. In mei 1981 volgde de rest van Europa, de VS, Canada, Brazilië en Latijns Amerika. In 1995 werd het nummer op cd-single uitgebracht en in 2016 als digitale download.

## Achtergrond
"Ma quale idea" is geschreven door Pino D'Angiò, Giuseppe Chierchia en geproduceerd door Enrico Intra. De titel is naar het Nederlands te vertalen als "Maar wat een idee". Het is een van de eerste Italiaanse platen die invloeden uit zowel de hiphop als de funk bevat. Lang werd gedacht dat de baslijn in het nummer, gespeeld door Stefano Cerri, was geïnspireerd door de baslijn uit "Ain't No Stoppin' Us Now" van McFadden & Whitehead, maar D'Angiò stelde in een interview dat hij deze samen met Cerri heeft geschreven. Het nummer werd in 1999 gesampled in "Don't Call Me Baby" van Madison Avenue.
"Ma quale idea" werd internationaal gezien de grootste hit van D'Angiò. Hoewel de plaat in thuisland Italië slechts de 21e positie behaalde, werd deze in Spanje een nummer 1-hit en kwam  in Zwitserland tevens in de top 5 terecht. 
In Nederland was de plaat op vrijdag 29 mei 1981 Veronica Alarmschijf op Hilversum 3 en werd een gigantische hit in de destijds drie landelijke hitlijsten op de nationale publieke popzender. De plaat bereikte de 3e positie in de Nederlandse Top 40 en piekte op de 2e positie in zowel de Nationale Hitparade als de TROS Top 50. In de Europese hitlijst op Hilversum 3, de TROS Europarade, werd de 12e positie bereikt.
In België bereikte de plaat de  
de 9e positie in zowel de voorloper van de Vlaamse Ultratop 50 als de Vlaamse Radio 2 Top 30. In Wallonië werd géén notering behaald.
Drie andere versies van "Ma quale idea" bereikten de hitlijsten. In 1987 werd de plaat gecoverd door Francesco Napoli, die tot positie 19 in Oostenrijk en tot positie 57 in Duitsland kwam. In 2005 nam de hiphopgroep Flaminio Maphia onder de titel "Che idea" een cover op die de 4e positie in thuisland Italië behaalde. In 2024 speelde D'Angiò de plaat in samenwerking met de punkgroep Bnkr44 op het Festival van San Remo. Deze versie werd met de titel "Ma che idea" uitgebracht als single die de 21e positie in de Italiaanse hitlijst bereikte.

## Hitnoteringen

### Nederlandse Top 40
| Hitnotering: 06-06-1981 t/m 01-08-1981 | Hitnotering: 06-06-1981 t/m 01-08-1981 | Hitnotering: 06-06-1981 t/m 01-08-1981 | Hitnotering: 06-06-1981 t/m 01-08-1981 | Hitnotering: 06-06-1981 t/m 01-08-1981 | Hitnotering: 06-06-1981 t/m 01-08-1981 | Hitnotering: 06-06-1981 t/m 01-08-1981 | Hitnotering: 06-06-1981 t/m 01-08-1981 | Hitnotering: 06-06-1981 t/m 01-08-1981 | Hitnotering: 06-06-1981 t/m 01-08-1981 | Hitnotering: 06-06-1981 t/m 01-08-1981 |
| Week                                   | 1                                      | 2                                      | 3                                      | 4                                      | 5                                      | 6                                      | 7                                      | 8                                      | 9                                      |                                        |
| -------------------------------------- | -------------------------------------- | -------------------------------------- | -------------------------------------- | -------------------------------------- | -------------------------------------- | -------------------------------------- | -------------------------------------- | -------------------------------------- | -------------------------------------- | -------------------------------------- |
| Nummer                                 | 22                                     | 14                                     | 5                                      | 3                                      | 3                                      | 5                                      | 11                                     | 15                                     | 31                                     | uit                                    |

### Nationale Hitparade
| Hitnotering: 13-06-1981 t/m 08-08-1981 | Hitnotering: 13-06-1981 t/m 08-08-1981 | Hitnotering: 13-06-1981 t/m 08-08-1981 | Hitnotering: 13-06-1981 t/m 08-08-1981 | Hitnotering: 13-06-1981 t/m 08-08-1981 | Hitnotering: 13-06-1981 t/m 08-08-1981 | Hitnotering: 13-06-1981 t/m 08-08-1981 | Hitnotering: 13-06-1981 t/m 08-08-1981 | Hitnotering: 13-06-1981 t/m 08-08-1981 | Hitnotering: 13-06-1981 t/m 08-08-1981 | Hitnotering: 13-06-1981 t/m 08-08-1981 |
| Week                                   | 1                                      | 2                                      | 3                                      | 4                                      | 5                                      | 6                                      | 7                                      | 8                                      | 9                                      |                                        |
| -------------------------------------- | -------------------------------------- | -------------------------------------- | -------------------------------------- | -------------------------------------- | -------------------------------------- | -------------------------------------- | -------------------------------------- | -------------------------------------- | -------------------------------------- | -------------------------------------- |
| Nummer                                 | 26                                     | 3                                      | 2                                      | 4                                      | 4                                      | 15                                     | 19                                     | 39                                     | 45                                     | uit                                    |

### TROS Top 50
Hitnotering: 11-06-1981 t/m 06-08-1981. Hoogste notering: #2 (twee weken).

### TROS Europarade
Hitnotering: 12-07-1981 t/m 19-07-1981. Hoogste notering: #12 (één week).

### NPO Radio 2 Top 2000
Ma quale idea stond alleen in 2000 in de NPO Radio 2 Top 2000, op plek 1388.